# Sangrave
Sangrave est une commune et une ville du sud-ouest de la Mauritanie, située dans le département de Magta-Lahjar de la région de Brakna.